# Electric Castle

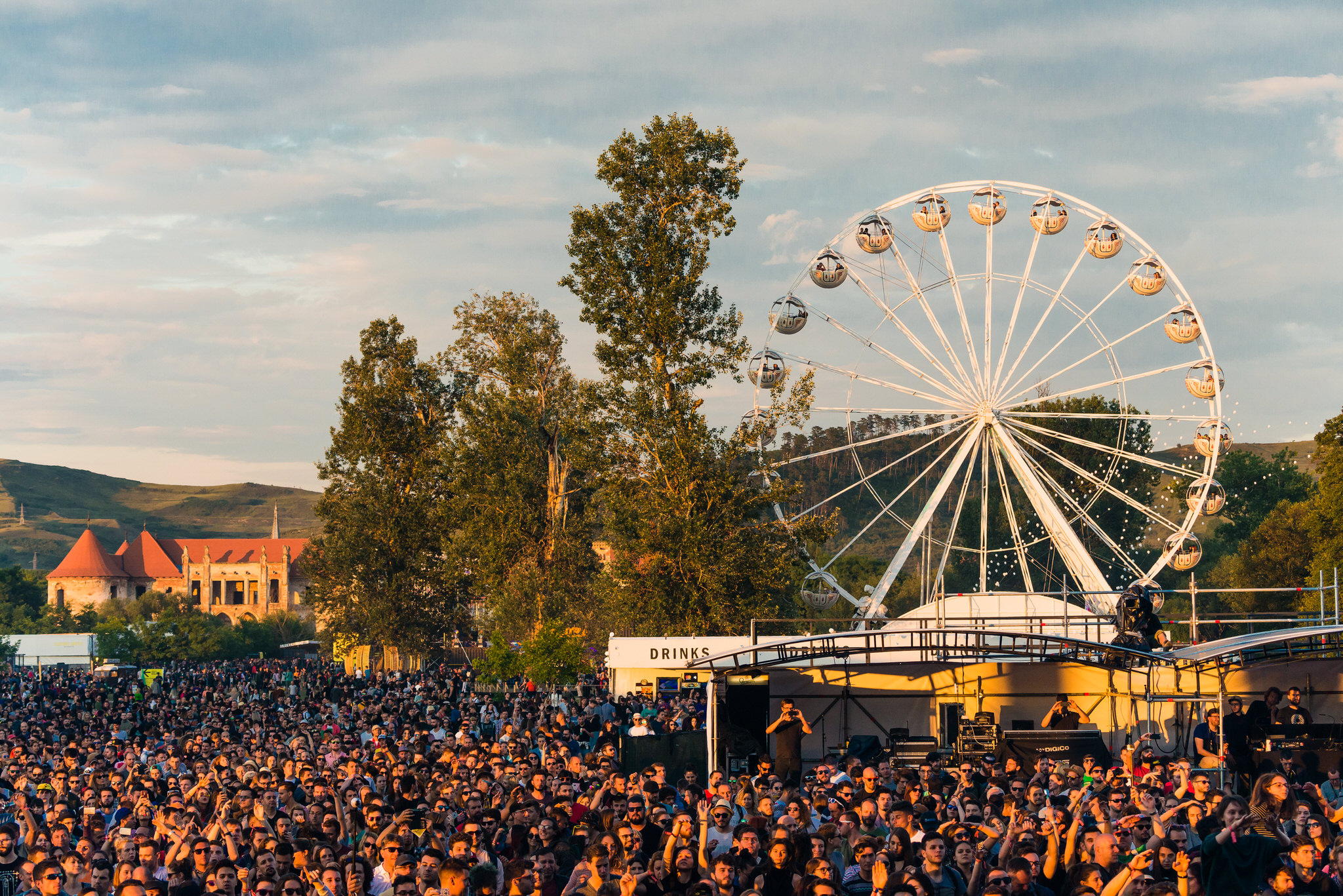
Electric Castle

Electric Castle ist ein Musikfestival mit dem Schwerpunkt auf Elektronischer Tanzmusik auf dem Gelände des Schloss Bánffy in Bonțida, Kreis Cluj in Rumänien. Neben DJ-Sets und Electro-Liveacts finden auch Auftritte von Rockbands statt.
Das Festival fand erstmals 2013 mit einem dreitägigen Event und vier Bühnen statt. Insgesamt konnten über 30.000 Zuschauer gezählt werden. Hauptact war Morcheeba. Im nächsten Jahr wurde es bereits auf vier Tage bei fünf Bühnen erweitert. Hauptacts waren Die Antwoord und Thievery Corporation bei über 70.000 Gästen. Die nächsten Jahre wurde das Areal vergrößert und man konnte mehr als 200.000 Zuschauer zählen. Zu den Künstlern gehörten Jessie J, Skrillex, Fatboy Slim, Pan-Pot, Grandmaster Flash, The Prodigy, Sigur Rós, Deadmau5, Florence + the Machine, Nils Frahm, Limp Bizkit.
2019 wurde das Festival bei den European Festival Awards als bestes mittelgroßes Festival ausgezeichnet.